# Mlungu salitsani malawi
Mlungu dalitsani Malaŵi este imnul național a statului Malawi. A fost compus de Michael-Fredrick Paul Sauka, care i-a scris și versurile. A fost adoptat in 1964 în urma unei competiții. 